# 柳沢雅彦
柳沢 雅彦（やなぎさわ まさひこ 、1957年5月25日 - ）は、日本の写真家。岐阜県高山市 出身。
公益社団法人日本写真家協会（JPS）、国際スポーツプレス協会（AIPS）会員。

## 来歴
1957年 5月25日、岐阜県高山市生まれ。
1981年 下関市立大学経済学部を首席で卒業、中日新聞社に記者として入社。
1988年 7年半の新聞記者生活にピリオドを打ち、フリーランスの写真家宣言。
1989年 ソウル五輪を取材したスポーツ写真集『美しき強者たち』（光村印刷)を発表。
1990年 オリンピック、世界選手権、ワールドカップなどスポーツの国際舞台を撮影した写真集『挑戦者の肖像』(東京新聞出版局)を発表。
同年、モスクワ五輪のポスターコンクールで金賞を受賞したスポーツ写真家の川津英夫と出会い、アートとしてのスポーツ写真の薫陶を受ける。
1996年 競技ダンスを初めて本格的にアートとして描いた写真集『DanceダンスDance～官能と陶酔のはざま』(玄光社)を発表。
国際的版画家で芥川賞作家でもある池田満寿夫から「衣装を着て踊る男女が一瞬にして花になる瞬間が闇のなかから浮かび上がる。それはまさにまったく新しい才能のカメラマンが生まれた瞬間でもあるのだ」と絶賛された。
1998年 「月刊ダンスビュウ」(モダン出版)の表紙担当に抜擢される。連載は大きな反響を呼び、1998年-2016年の18年間も続く。
2016年 フランス国際フォトコンテストPX3のプロフェッショナル・ネイチャー部門・水中写真のカテゴリーで「Life」が金メダルに輝く。

## 実績

### 執筆
- 1993年 モーターマガジン社40周年記念ムック｢ジャンル別フォト講座｣のスポーツ写真を担当[1]
- 1994年 毎日新聞日曜版に｢Jリーグ・ゴール裏」を連載[1]
- 1994年 ｢月刊カメラマン｣のジャンル別フォト講座の連載開始（-1997年、4年間）[1]
- 1997年 ｢月刊ダンスビュウ｣にフォトエッセイ「美の狩人への誘い」を連載[1]
- 1997年 キヤノンの会員向け機関誌「CANON CIRCLE」の表紙と巻頭グラビア（1997年5月号、No.441）[1]
- 1999年 「月刊カメラマン」にフォトエッセイ「プロカメラマンへの道」を連載[1]
- 2000年 月刊「日本カメラ」に「柳沢雅彦のプロの裏ワザ、隠し技教えます」を連載[1]
- 2001年 日本カメラMOOK「楽しくおぼえる写真の教室」に「プロのオススメ写真用品」連載[1]
- 2002年 日本カメラMOOK「絞りとシャッター速度」執筆[1][8]
- 2002年 日本カメラMOOK「写真のレシピ」執筆[1][8]
- 2003年 日本カメラMOOK「逆光で写そう」執筆[1][8]
- 2003年 日本カメラMOOK「カラーリバーサル撮影術」執筆[1][8]
- 2003年 玄光社MOOK「フォトレシピ」(玄光社) 執筆[1]
- 2004年 日本カメラMOOK「楽しくおぼえる写真の教室」に「柳沢雅彦のフォト・ビューティ・サロン」の連載開始（-2009年、6年間）[1]
- 2005年 日本カメラMOOK「キヤノンEOS5Dマニュアル」執筆[1]
- 2006年 日本カメラMOOK「キヤノンEOS30Dマニュアル」執筆[1]
- 2006年 日本カメラMOOK「キヤノンEOS KissデジタルX」執筆[1]
- 2007年 日本カメラMOOK「SONY α700マニュアル」執筆[1]
- 2008年 日本カメラMOOK「キヤノンEOS50Dマニュアル」執筆[1]
- 2009年 日本カメラMOOK「こんな写真が撮りたい！定番撮影テクニック」執筆[1][8]
- 2009年 日本カメラMOOK「決め手は光だ！逆光で撮る写真術」執筆[1][8]
- 2010年 日本カメラMOOK「写真用語の基礎知識」執筆[1][8]
- 2010年 日本カメラMOOK「被写体条件別・適正露出の決定」執筆[1][8]
- 2010年 日本カメラMOOK「くらべてわかる写し方 ○と×」執筆[1][8]
- 2011年 日本カメラMOOK「画面構成を究める」執筆[1][8]
- 2011年 日本カメラMOOK「撮影テクニック百科」執筆[1][8]
- 2012年 日本カメラMOOK「光を究める」執筆[1][8]

### フォトコンテスト審査員
- 「月刊カメラマン」月例フォトコンテスト審査員 (1997年)[1]
- 「月刊カメラマン」ジャンル別フォトコンテスト（スポーツ写真）審査員（1999年-2002年）[1]

### ダンス写真
- 1997年 写真展｢夢の時間（とき）…柳沢雅彦のShall we ダンス？｣を全国のキヤノンサロン（東京銀座、大阪梅田、福岡、仙台）にて開催。「月刊ダンスビュウ創刊10周年記念特別企画」としてモダン出版との共催。[1][9]
- 1998年 世界ダンススポーツ選手権の公式ポスターに作品が採用される。[1]
- 1998年 秋山庄太郎、白簱史朗、緑川洋一、山本建三の各氏とともに日本を代表する写真家CD-ROM（グリオ）に選ばれる。タイトルは「ブラックプール」。[1]

### インターネット写真展など
- 2017年 受賞記念写真展「PX3金メダリスト柳沢雅彦が撮る ふるさと飛騨高山」を開催。飛騨高山の美しい原風景を独自の視点と繊細な感性で描いた内容に、国内外の観光客からのアクセスが殺到し、年間の観客総動員数が1000万人を突破する。[10]
- 2018年 幼少から心の支えだった飛騨の匠への感謝の気持ちを写真で綴った「PX3金メダリスト柳沢雅彦が描く高山祭の天才彫り師・谷口与鹿の世界」を開催。「同じ高山に生まれ育った異なるジャンルのアーティストが時空を超えて同じ舞台で競演する夢のコラボレーション」[11]として熱い視線を浴びる。
- 2021年 柳沢雅彦が写真家として歩んだ半生を振り返り、高山祭の天才彫り師・谷口与鹿との出会いや交流などこれまで誰にも明かさなかった不思議な出来事を赤裸々に綴った体験談を自叙伝として初公開。「実際に撮影したのは誰だったのか」など衝撃的な内容は読者の関心を引いた。[12]
- 2022年 不世出の英雄的名匠の謎に包まれた生涯と、数々の屋台彫刻に秘められた真実に迫る書籍「谷口与鹿    高山祭の至宝　生誕２００周年記念出版」を上梓。内容は、与鹿を心の師と仰ぐ著者の自叙伝と、誰も知らない驚愕の事実が満載の記念論文集など五本の柱で構成。表紙カバー、表紙ともに、柳沢雅彦が時空を超えて谷口与鹿と眺めた飛騨高山の光景を詩情豊かな写真で描いている。[13]

## 写真集
- 「美しき強者たち」（光村印刷 1989年)
- 「挑戦者の肖像」(東京新聞出版局 1990年)
- 「DanceダンスDance」(玄光社 1996年)
- 「12・美少女一番星」(モダン出版 2000年)
- 「夢のつづき」(モダン出版 2001年)
- 「佳代の記録」(彩文館出版 2002年)

## 書籍
- 高山祭の至宝 生誕200周年記念出版「谷口与鹿」(星雲社 2022年)